# ایلورای
ایلورای (به ایتالیایی: Illorai) یک کومونه در ایتالیا است که در استان ساساری واقع شده‌است.

## خصوصیات
ایلورای ۵۶٫۹ کیلومترمربع مساحت و ۱٬۰۵۳ نفر جمعیت دارد.